# Afgooye
Afgooye és una ciutat de Somàlia, a la regió de Shabeellaha Hoose. La població s'estima en 65.000 habitants. Està situada a uns 30 km al nord-oest de Mogadiscio. Està creuada pel riu Shabele. Era tradicionalment un lloc de segona residència pels ciutadans de Mogadisció que s'ho poden permetre.
El seu nom antic fou Gueledi o Geledi del nom del clan principal. Fou capital del Sultanat de Geledi que va quedar sota protectorat italià el 1893 i fou annexionat el 1908. Després de la independència va esdevenir gairebé un barri de Mogadisció.
Després de la conquesta de Mogadiscio pels etíops (28 de desembre del 2006) i la resistència islamista, entre finals de desembre i el mes de juny uns 40.000 refugiats es van establir a la ciutat pagant un petit lloguer (1,5 dòlars als mes) als propietaris dels terrenys per construir una barraca. El juliol del 2007, en una nova onada, milers de ciutadans de la capital es van refugiar a la ciutat, quan va esclatar la violència entre els islamistes i el Govern Federal de Transició. Unes 5000 famílies van arribar en poques setmanes.